# Special Branch
Special Branch è una denominazione utilizzata per identificare le unità di polizia competenti in materia di sicurezza nazionale della Gran Bretagna e dei paesi del Commonwealth. Un'unità Special Branch acquisisce e sviluppa dati di intelligence, di solito di natura politica, e conduce indagini per proteggere lo Stato dalle minacce eversive, soprattutto terrorismo e fondamentalismo di varia natura.

## Storia
Il primo Special Branch, o Special Irish Branch, come era conosciuto, era una unità  della Metropolitan Police Service (MET) di Londra costituita nel marzo del 1883 per combattere la Irish Republican Brotherhood. Il nome divenne "Special Branch" quando l'unità ampliò le proprie sfere di competenza alle operazioni speciali.
È stata la più grande Special Branch del Regno Unito, fino a quando non è stata fusa con la sezione antiterrorismo della MET (SO13) per formare il Comando antiterrorismo (SO15) nel 2006, e ha mantenuto i contatti con il servizio di intelligence.
Nel Regno Unito dipendono dall'Home Office.